# Lake Ātiamuri
Der Lake Ātiamuri ist ein zum Flusssystem des Waikato River gehörender Stausee auf der Nordinsel von Neuseeland.

## Namensherkunft
„Ā-Tia-Muri“ bedeutet in der Sprache der Māori wörtlich übersetzt „drehte um“ und bezieht sich auf die Erkundung der Tia des Arawa-Kanus. Der unerschrockene Reisende musste bei seinen frühen Erkundungen des Waikato River bei den Atiamuri-Stromschnellen umkehren. Die Legende besagt auch, dass Tia in den Stromschnellen zu einem großen Stein versteinert wurde.

## Geographie
Der 2,2 km2 große Lake Ātiamuri befindet sich rund 25 km nördlich der Stadt Taupō und rund 35 km südwestlich von Rotorua. Der Stausee besteht aus zwei Armen, dem einen, der sich im Tal des ehemaligen Flussbetts des Waikato River ausdehnt und eine Länge von rund 7 km besitzt und dem zweiten Arm, der aus dem ehemaligen Flussbett des Whangapoa Streams besteht und sich über 4,3 km nach Norden in die Berglandschaft hineinschlängelt. Die Breite der beiden Arme variieren zwischen 30 und 440 m und die Höhe des Sees je nach Wasserspiegel zwischen 249,07 m und 253,09 m, bei einer maximalen Seetiefe von 31 m. Sein unmittelbares Wassereinzugsgebiet beträgt 285 km2.
Zu erreichen ist der Stausee von vom New Zealand State Highway 1 aus, die 500 m südlich an der Staumauer und dem Kraftwerk vorbeiführt.
Administrativ zählt der See zur Region Waikato.
Dem Lake Ātiamuri folgen nacheinander die Stauseen Lake Whakamaru, Lake Maraetai, Lake Waipapa, Lake Arapuni und Lake Karapiro, die Stauseen Lake Ohakuri und Lake Aratiatia gehen ihm voraus.

## Geschichte
Der Stausee sowie das zugehörige Wasserkraftwerk Atiamuri wurde 1958 in Betrieb genommen und wurde nach der Erweiterung im Jahr 1961 für eine Nennleistung von 90 MW ausgelegt. Der Betreiber des Wasserkraftwerks ist Stand 2020 die mehrheitlich im Staatsbesitz befindliche Firma Mercury NZ Limited.

## Sehenswürdigkeit
Südwestlich des Staudamms am Südufer des Waikato River erhebt sich der 520 m hohe Mount Pōhaturoa, ein für den Māori-Stamm Ngāti Raukawa bedeutungsvoller Berg.

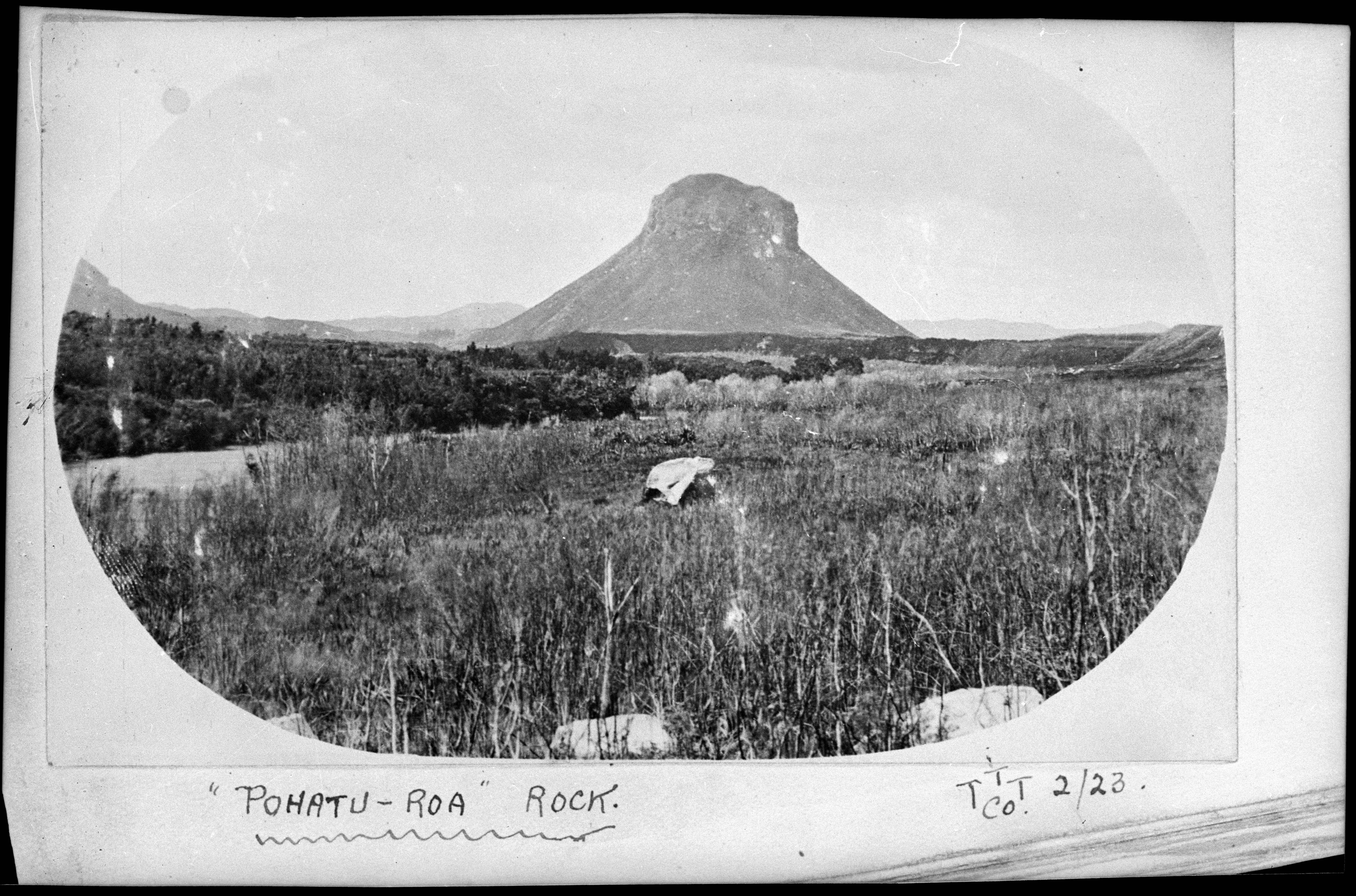
Mount Pōhaturoa, 1923
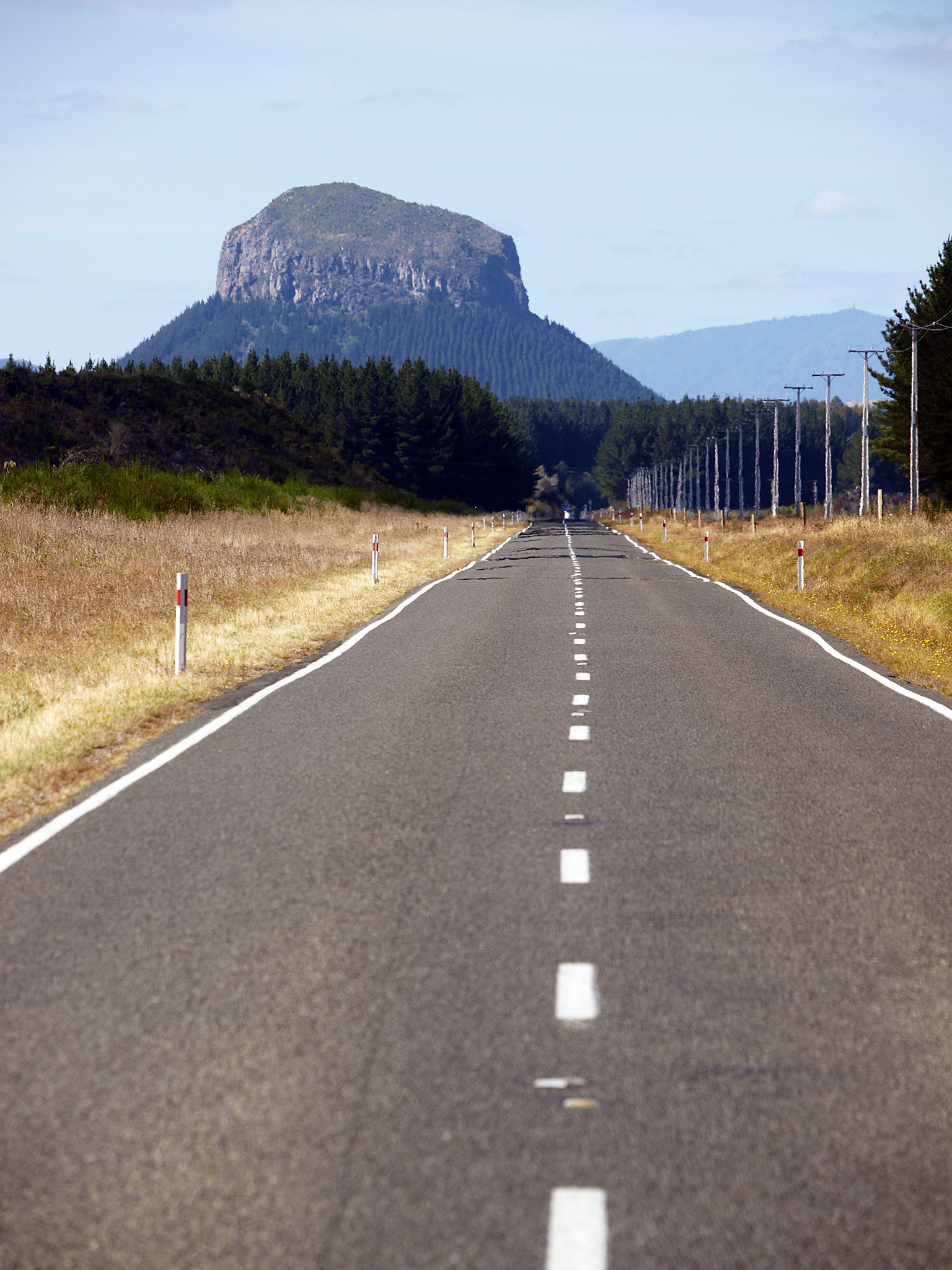
Mount Pōhaturoa, 2010 (520 m)